# Libhošť

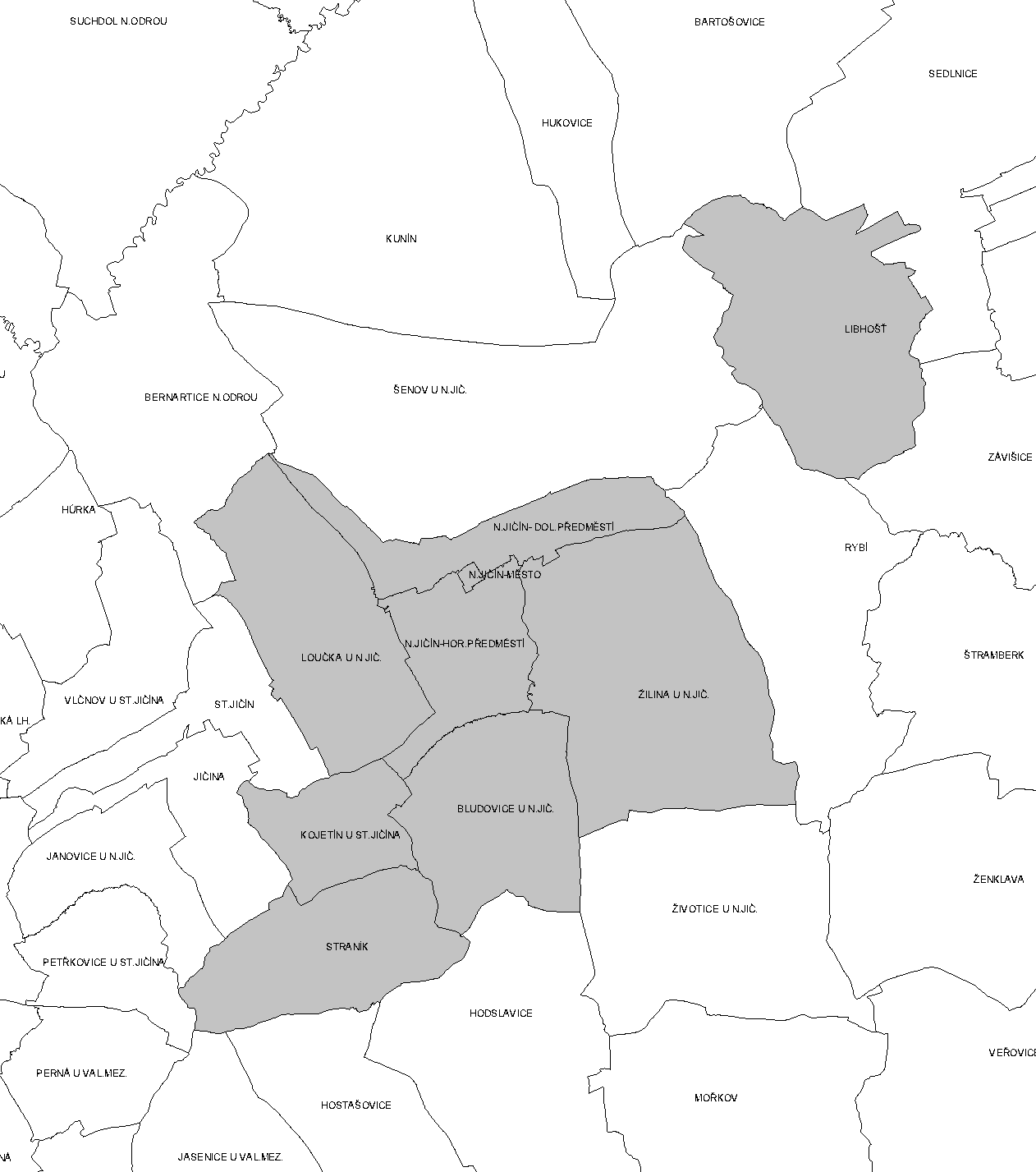
Katastrální území Nového Jičína před osamostatněním Libhoště (nachází se vpravo nahoře)

Libhošť (slezsky Libošč, německy Liebisch) je obec v okrese Nový Jičín v Moravskoslezském kraji. Leží při silnici I/48 asi pět kilometrů severovýchodně od Nového Jičína. Žije zde přibližně 1 800 obyvatel.

## Název
Jméno vesnice bylo odvozeno od osobního jména Lubhost ("kdo má rád hosty") a znamenalo "Lubhostův majetek". Nejstarší podoba místního jména zněla Lubhošť (mužského rodu), ale první písemné doklady pocházejí až z doby po provedení pravidelné hláskové změny u > i po měkkých souhláskách (počáteční L- bylo měkké). Zakončení -šč v místním nářečním Libošč je nepůvodní.

## Historie
První písemná zmínka o Libhošti pochází z roku 1411. K roku 1481 je v zemských deskách zaznamenána podoba názvu Libhosst.

## Obyvatelstvo
| Rok            | 1869  | 1880  | 1890  | 1900  | 1910  | 1921  | 1930  | 1950  | 1961  | 1970  | 1980  | 1991  | 2001  | 2011  | 2021  |
| -------------- | ----- | ----- | ----- | ----- | ----- | ----- | ----- | ----- | ----- | ----- | ----- | ----- | ----- | ----- | ----- |
| Počet obyvatel | 1 049 | 1 149 | 1 250 | 1 373 | 1 505 | 1 594 | 1 736 | 1 506 | 1 658 | 1 603 | 1 609 | 1 561 | 1 645 | 1 539 | 1 699 |
| Počet domů     | 168   | 187   | 188   | 199   | 215   | 231   | 282   | 326   | 348   | 360   | 394   | 448   | 474   | 501   | 556   |

Věková struktura obyvatel obce Libhošť roku 2011
Rodinný stav obyvatel obce Libhošť roku 2011
Vzdělání obyvatel obce Libhošť roku 2011

## Obecní správa
Mezi lety 1869–1975 Rybí bylo obcí v okrese Nový Jičín.
Dne 1. ledna 1976 byla připojena k okresnímu městu Nový Jičín. Dne 1. ledna 1994 se osamostatnil sousední Šenov u Nového Jičína, Libhošť tím přestala sousedit se zbytkem území Nového Jičína a stala se jeho exklávou. 11. dubna 2010 se zde konalo místní referendum o odtržení od Nového Jičína. V něm se 59,43 % oprávněných voličů vyslovilo pro samostatnost, proto se od 1. ledna 2011 Libhošť po téměř 40 letech opět osamostatnila. První volby do zastupitelstva obce proběhly v sobotu 8. ledna 2011.

### Obecní symboly
Znak a vlajka byly obci uděleny rozhodnutím předsedkyně Poslanecké sněmovny Parlamentu České republiky dne 4. října 2012.

## Pamětihodnosti
- Fojtství
- Větrný mlýn
- Socha svatého Jana Nepomuckého
- Kostel svatého Jakuba

## Osobnosti
- František Xaver Chotek (1800–1852), český hudební skladatel

## Galerie

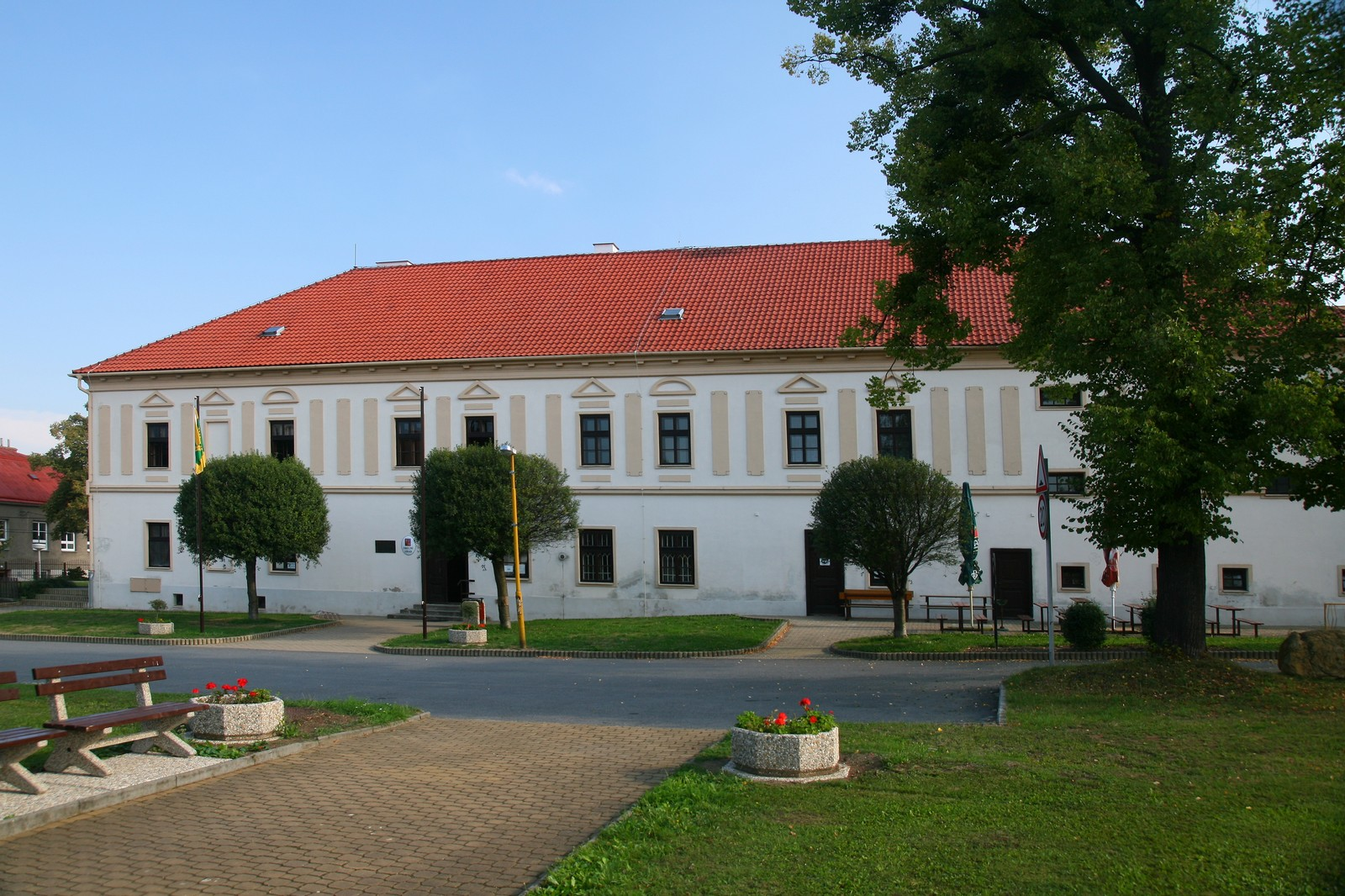
fojtství
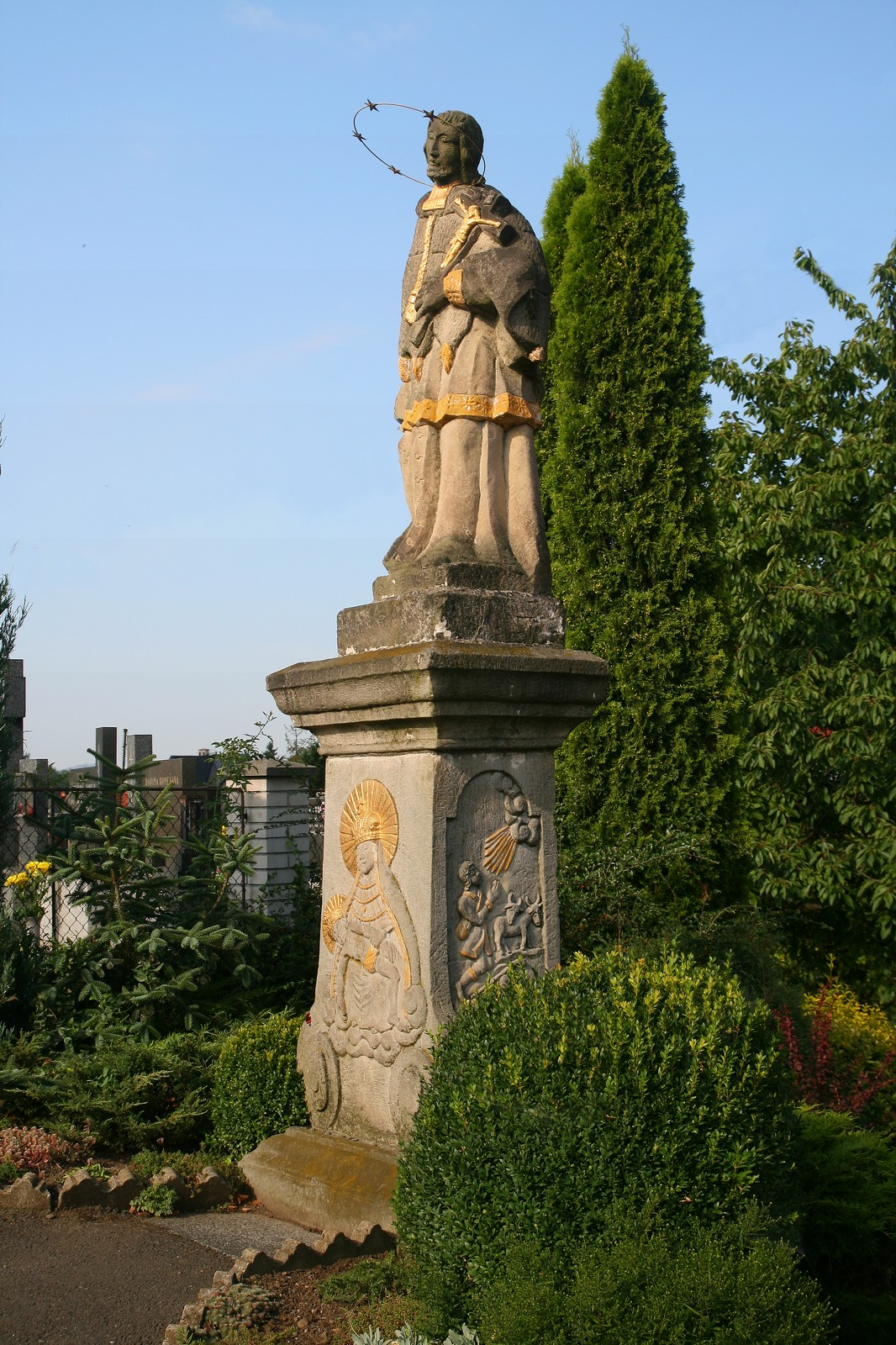
socha Jana Nepomuckého
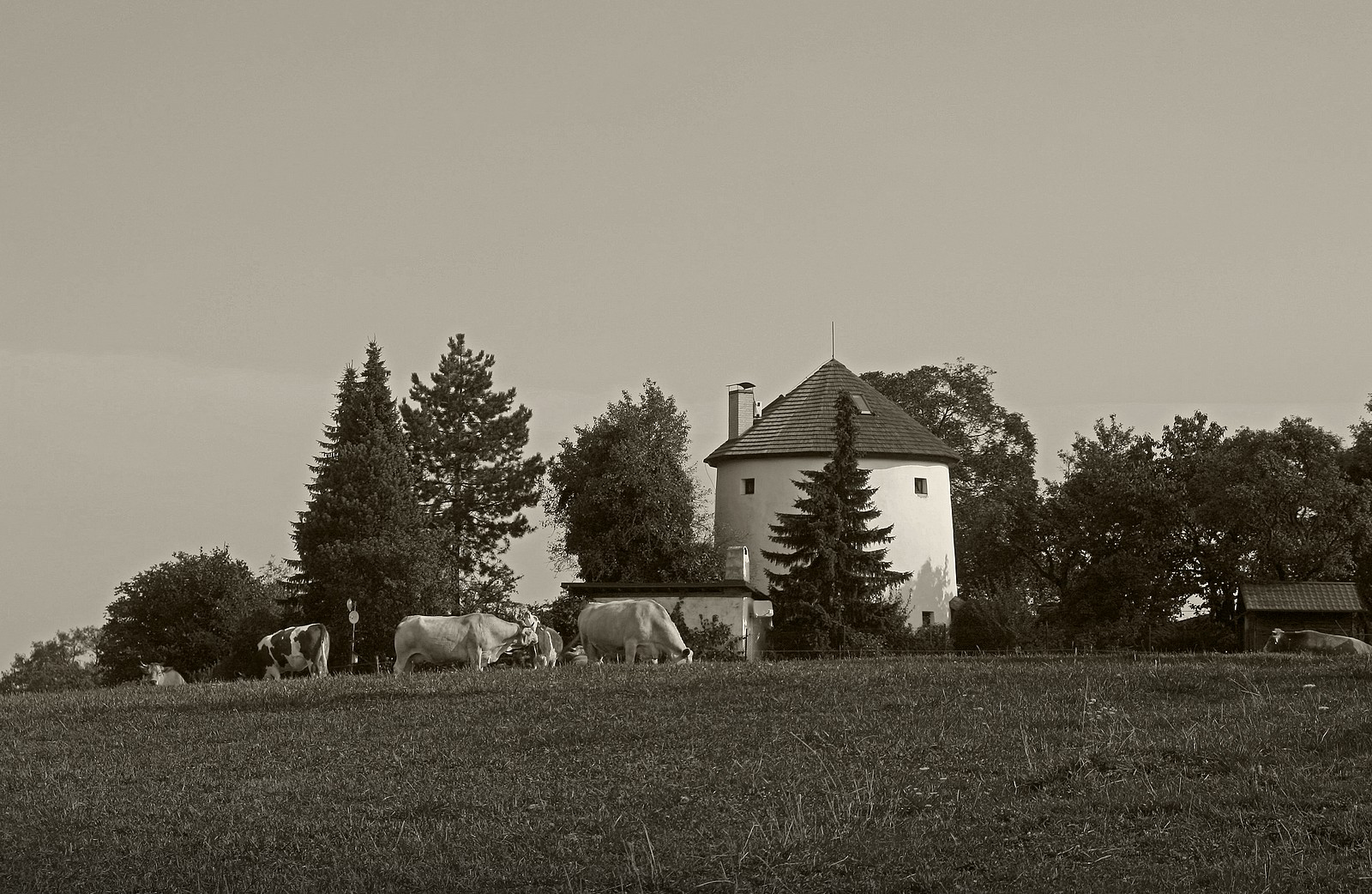
větrný mlýn